# Coenophlebia
Genre
Coenophlebia est un genre de lépidoptères (papillons) de la famille des Nymphalidae et de la sous-famille des Charaxinae qui ne comprend qu'une seule espèce résidant en Amérique du Sud.

## Systématique
La seule espèce de ce genre, Coenophlebia archidona, a été reclassée dans le genre Anaea par Comstock en 1961 sous le taxon Anaea archidona. Elle est présente en Colombie, en Bolivie, au Pérou et en Équateur.